# Avatha curvifera
Avatha curvifera är en fjärilsart som beskrevs av Walker 1858. Avatha curvifera ingår i släktet Avatha och familjen nattflyn. Inga underarter finns listade i Catalogue of Life.